# Mittelamerikanische Wassermäuse
Die Mittelamerikanischen Wassermäuse (Rheomys) sind eine in Mittelamerika lebende Nagetiergattung aus der Gruppe der Fischratten innerhalb der Neuweltmäuse. Sie umfassen vier Arten.
Die Mittelamerikanischen Wassermäuse sind dank ihres stromlinienförmigen Körpers und ihrer kleinen Ohren perfekt an eine wasserbewohnende Lebensweise angepasst. Die Augen sind klein, die Nasenlöcher verschließbar. Die Hinterfüße sind vergrößert und die Zehen durch Schwimmhäute verbunden, der Schwanz ist flachgedrückt. Diese Tiere erreichen eine Kopfrumpflänge von 9 bis 14 Zentimeter, der Schwanz wird 9 bis 17 Zentimeter lang. Ihr Fell ist kurz und dicht, es ist an der Oberseite dunkelbraun gefärbt, die Unterseite ist weißlich.
Diese Tiere leben in Mittelamerika, ihr Verbreitungsgebiet reicht vom südlichen Mexiko bis Panama. Ihr Lebensraum sind tropische Wälder, wo sie sich am Ufer von Flüssen aufhalten.
Sie gehen im Wasser auf Nahrungssuche und ernähren sich von Fischen, Wasserinsekten, Schnecken und anderen Kleintieren.
Vier Arten werden unterschieden:
- Rheomys mexicanus ist nur aus dem mexikanischen Bundesstaat Oaxaca bekannt.
- Rheomys raptor bewohnt Costa Rica und Panama.
- Rheomys thomasi ist von Südmexiko bis El Salvador verbreitet.
- Rheomys underwoodi kommt in Costa Rica und Westpanama vor.

Alle vier Arten haben ein kleines Verbreitungsgebiet und sind durch die Zerstörung ihres Lebensraumes gefährdet. Die IUCN listet nur R. mexicanus als gering gefährdet, die Angaben sind jedoch veraltet.